# ミゲル・アギラル
- ミゲル・アギラール

ミゲル・アーマンド・アギラル（Miguel Armando Aguilar, 1991年9月26日 - ）は、メキシコのソノラ州シウダ・オブレゴン出身のプロ野球選手（投手）。左投左打。メキシカンリーグのユカタン・ライオンズ所属。

## 経歴

### プロ入りとメキシカンリーグ時代
2012年にメキシカンリーグのラグナ・カウボーイズと契約してプロ入り。2014年途中まで同チームでプレーした。
2014年7月8日にトレードでユカタン・ライオンズへ移籍した。
2016年オフにライオンズを退団した。

### ダイヤモンドバックス時代
2016年9月19日にアマチュア・フリーエージェントでアリゾナ・ダイヤモンドバックスと契約した。
2017年は開幕前に行われたWBCのメキシコ代表に選出された。シーズンでは傘下のA+級バイセイリア・ローハイドでプレーした。
2018年はA+級バイセイリアとAA級ジャクソン・ジェネラルズでプレーした。
2019年はAA級ジャクソンでプレーした。
2020年は新型コロナウイルスの影響でマイナーリーグの試合が開催されなかった。
2021年はAAA級リノ・エーシズで開幕を迎えた。7月30日にメジャー契約を結んでアクティブ・ロースター入りし、同日のロサンゼルス・ドジャース戦でメジャーデビューを果たした。8月17日のフィラデルフィア・フィリーズ戦でメジャー初勝利を挙げた。この年はメジャーで9試合に登板し、1勝1敗2ホールド、防御率6.43という成績だった。
2022年はAAA級リノで46試合に登板したがメジャーへの昇格機会はなく、オフの11月15日に自由契約となった。

### メキシカンリーグ復帰
2023年3月24日にメキシカンリーグのユカタン・ライオンズに復帰した。

## 詳細情報

### 背番号
- 68（2021年）

### 代表歴
- 2017 ワールド・ベースボール・クラシック・メキシコ代表